# چونگولا
چونگولا (به صربی: Čungula) یک منطقهٔ مسکونی در صربستان است که در بلاتسه واقع شده‌است. چونگولا ۴۱۹ نفر جمعیت دارد.